# Houtain-Saint-Siméon
Houtain-Saint-Siméon (en wallon Houtin-Sint-Simeyon) est une section de la commune belge d'Oupeye située en Région wallonne dans la province de Liège. C'était une commune à part entière avant la fusion des communes de 1977. Code postal : 4682

## Étymologie
Cette appellation Houtain est un nom d'origine germanique et est commune en Belgique, elle signifie maison de bois. Holt-Heim, "Holt" signifiant "Bois" et "Heim" signifiant "Foyer" comme dans "Heimat", avec des formes primitives comme Holthem en 976, Holtam en 1030, et Holtain en 1044.   

## Géographie

### Description
Le village de Houtain Saint-Siméon Situé sur un plateau entre la vallée de la Meuse et celle du Geer, Houtain Saint-Siméon est le plus petit village de l’entité d’Oupeye. Il n’est pas pour autant le moins intéressant. Autrefois, la vie de ce paisible village était rythmée par la récolte de la paille issue d’une variété de froment particulièrement adaptée au tressage. Elle permit la confection de chapeaux dont la qualité fut reconnue mondialement jusqu’au milieu du XXe siècle. Le plus connu de ces chapeaux était sans conteste le canotier immortalisé par le chanteur Maurice Chevalier. Une société folklorique « Les Canotiers » perpétue encore ce souvenir. Village essentiellement agricole et résidentiel, Houtain cultive encore les traditions typiques de la Basse-Meuse et de la vallée du Geer : le carnaval noir où le « masqué », salopette et taie d’oreiller sur la tête (li tikète), armé d’un chiffon maculé de cirage (li pèce) poursuit ses victimes à travers les rues du village et les « cramignons » avec les sociétés des « rouges », des « bleus » et anciennement des « Mehneux » (les glaneurs, en wallon), héritières bien vivantes de traditions issues de rivalités politiques qui naquirent au XIXe siècle et se prolongèrent au siècle dernier. De son riche passé consacré essentiellement à la culture, au tressage de la paille et à la chapellerie, Houtain Saint-Siméon a conservé un caractère relativement rural. Son carnaval de rue puise ses origines dans la vallée du Geer.

## Démographie
- Sources : INS, Rem. : 1831 jusqu'en 1970 = recensements, 1976 = nombre d'habitants au 31 décembre.